# Amaama to inazuma
Amaama to inazuma (jap. 甘々と稲妻, dosł. „Słodycz i błyskawica”) – manga autorstwa Gido Amagakure, publikowana na łamach magazynu „Good! Afternoon” wydawnictwa Kōdansha od lutego 2013 do sierpnia 2018. Na jej podstawie studio TMS Entertainment wyprodukowało serial anime, który emitowany był od lipca do września 2016.

## Fabuła
Kōhei Inuzuka jest nauczycielem, który po śmierci żony samotnie wychowuje swoją córkę, Tsumugi. Od tego czasu kupuje dla niej głównie gotowe posiłki, jednak spotkanie Kōheia z jedną ze swoich uczennic, Kotori Iidą, sprawia, że zaczyna zajmować się gotowaniem w celu zapewnienia Tsumugi odpowiednich posiłków.

## Bohaterowie
- Kōhei Inuzuka (jap. 犬塚 公平 Inuzuka Kōhei)

Seiyū: Yuichi Nakamura 
- Tsumugi Inuzuka (jap. 犬塚 つむぎ Inuzuka Tsumugi)

Seiyū: Rina Endō 
- Kotori Iida (jap. 飯田 小鳥 Iida Kotori)

Seiyū: Saori Hayami 
- Shinobu Kojika (jap. 小鹿 しのぶ Kojika Shinobu)

Seiyū: Haruka Tomatsu 
- Yūsuke Yagi (jap. 八木 祐介 Yagi Yūsuke)

Seiyū: Tomokazu Seki 
- Megumi Iida (jap. 飯田 恵 Iida Megumi)

Seiyū: Satomi Arai 
- Tae Inuzuka (jap. 犬塚 多江 Inuzuka Tae)

Seiyū: Ai Kayano 
- Yuuka (jap. ゆうか)

Seiyū: Shinmugi Koga 
- Hana (jap. ハナ)

Seiyū: Saya Ando 
- Mikio (jap. ミキオ)

Seiyū: Shoki Tsuru 
- Momoya (jap. 桃谷先生)

Seiyū: Hirokazu Machida 

## Manga
Seria ukazywała się w magazynie „Good! Afternoon” od 7 lutego 2013 do 7 sierpnia 2018. Manga została opublikowana również w 12 tankōbonach, wydawanych między 6 września 2013 a 7 lutego 2019. W Ameryce Północnej seria ukazała się nakładem wydawnictwa Kodansha USA.
| Nr | Data wydania (język japoński) | ISBN (język japoński)  |
| -- | ----------------------------- | ---------------------- |
| 1  | 6 września 2013               | ISBN 978-4-06-387917-9 |
| 2  | 7 marca 2014                  | ISBN 978-4-06-387963-6 |
| 3  | 5 września 2014               | ISBN 978-4-06-387994-0 |
| 4  | 6 marca 2015                  | ISBN 978-4-06-388036-6 |
| 5  | 7 września 2015               | ISBN 978-4-06-388078-6 |
| 6  | 7 marca 2016                  | ISBN 978-4-06-388126-4 |
| 7  | 7 lipca 2016                  | ISBN 978-4-06-388150-9 |
| 8  | 6 stycznia 2017               | ISBN 978-4-06-388229-2 |
| 9  | 7 lipca 2017                  | ISBN 978-4-06-388274-2 |
| 10 | 5 stycznia 2018               | ISBN 978-4-06-511016-4 |
| 11 | 6 lipca 2018                  | ISBN 978-4-06-512069-9 |
| 12 | 7 lutego 2019                 | ISBN 978-4-06-514498-5 |

## Anime
Adaptacja w formie telewizyjnego serialu anime została zapowiedziana w lutym 2016. Seria została wyprodukowana przez studio TMS Entertainment, wyreżyserowana przez Tarō Iwasakiego i napisana przez Mitsutaka Hirota. Postacie zaprojektował Hiroki Harada, muzykę zaś skomponowała Nobuko Toda. 12-odcinkowe anime było emitowane w Japonii między 4 lipca a 19 września 2016 i transmitowane w serwisie Crunchyroll. Motywem otwierającym jest „Harebare fanfare” (jap. 晴レ晴レファンファーレ) autorstwa Mimi Meme Mimi, natomiast kończącym „Maybe” w wykonaniu zespołu Brian the Sun.